# Falsidactus vittatus
Falsidactus vittatus là một loài bọ cánh cứng trong họ Cerambycidae.